# Waldemar Bartosz
Waldemar Józef Bartosz (ur. 17 stycznia 1954 w Snochowicach) – polski polityk, związkowiec, poseł na Sejm I i III kadencji.

## Życiorys
Ukończył w 1978 studia na Wydziale Filozofii Katolickiego Uniwersytetu Lubelskiego. Następnie do 1989 (z dwuletnią przerwą) pracował w poradni wychowawczo-zawodowej w Jędrzejowie. Od 1977 współpracował z KOR i KSS „KOR”. W 1980 wstąpił do „Solidarności”, był przewodniczącym terenowej komisji związkowej Jędrzejowie. W stanie wojennym został dwukrotnie internowany – od 13 grudnia 1981 do 18 maja 1982 oraz od 8 czerwca 1982 do 18 października 1982. Po zwolnieniu działał w strukturach podziemnych.
W 1989 został przewodniczącym zarządu Regionu Świętokrzyskiego NSZZ „S”, uzyskiwał regularnie reelekcję na kolejne kadencje.
Pełnił też funkcję posła na Sejm I kadencji z listy związkowej oraz III kadencji z listy AWS. W 2001 nie uzyskał ponownie mandatu. Należał do Ruchu Społecznego, po jego rozwiązaniu pozostał bezpartyjny. Publikuje w pismach związkowych (m.in. w „Tygodniku Solidarność”).
W 2016 prezydent Andrzej Duda odznaczył go Krzyżem Komandorskim Orderu Odrodzenia Polski. W 2012 otrzymał Krzyż Wolności i Solidarności.